# موزمبيق في الألعاب الأولمبية
موزمبيق في الألعاب الأولمبية  تقوم اللجنة الأولمبية الوطنية الموزمبيقية بالإشراف في شؤون مشاركة موزمبيق في الألعاب الأولمبية، شاركت موزمبيق أول مرة في الألعاب الأولمبية في دورة 1980 في موسكو في الاتحاد السوفيتي بعد إستقلالها، تمكنت موزمبيق من الفوز بمداليتين واحدة ذهبية وواحدة برونزية عن طريق عدائة ال800 متر في ألعاب القوى ماريا موتولا.